# Eveready Battery Company
Eveready Battery Company, Inc. là một công ty Hoa Kỳ chuyên sản xuất pin với thương hiệu Eveready và Energizer, do công ty Energizer Holdings sở hữu. Công ty có trụ sở tại St. Louis, Missouri.

## Hình ảnh

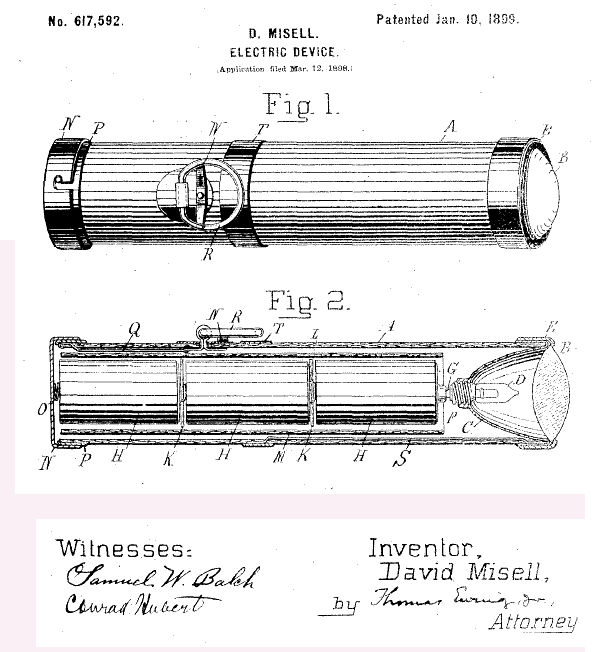
Misell's Patent 617,592
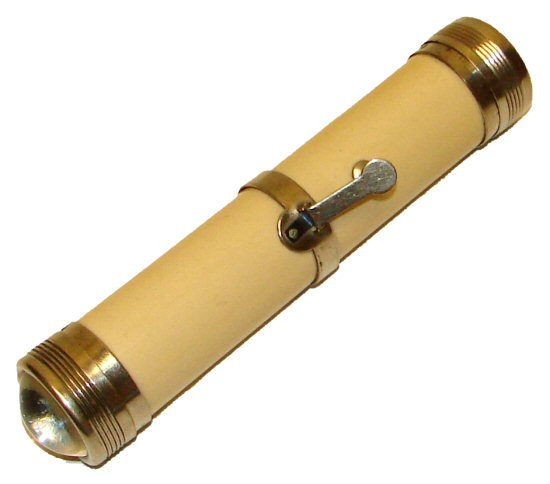
1899 Eveready flashlight
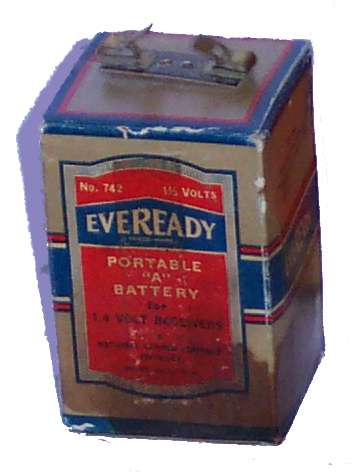
An Eveready A battery from 1943.
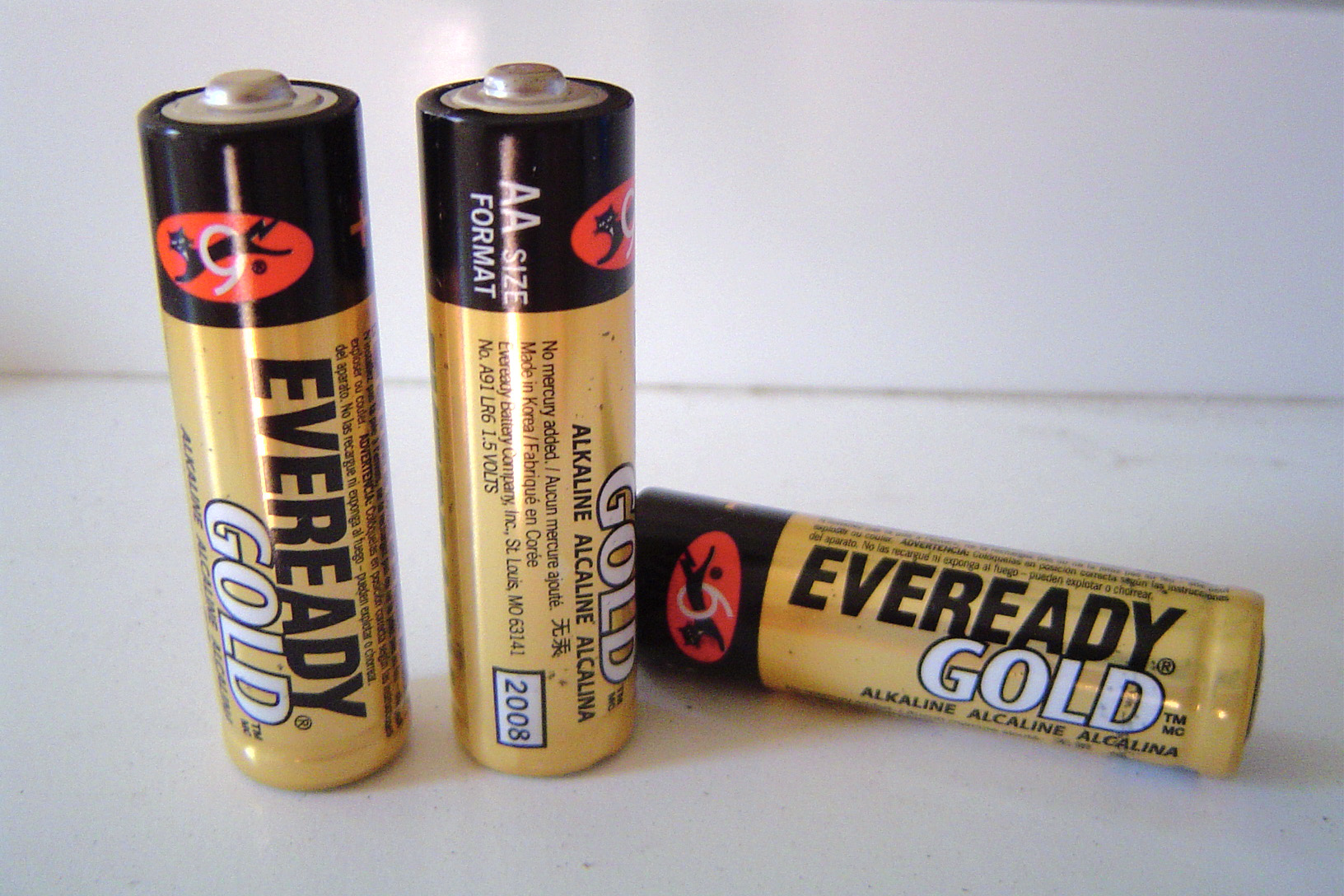
Eveready Gold size "AA" alkaline cells
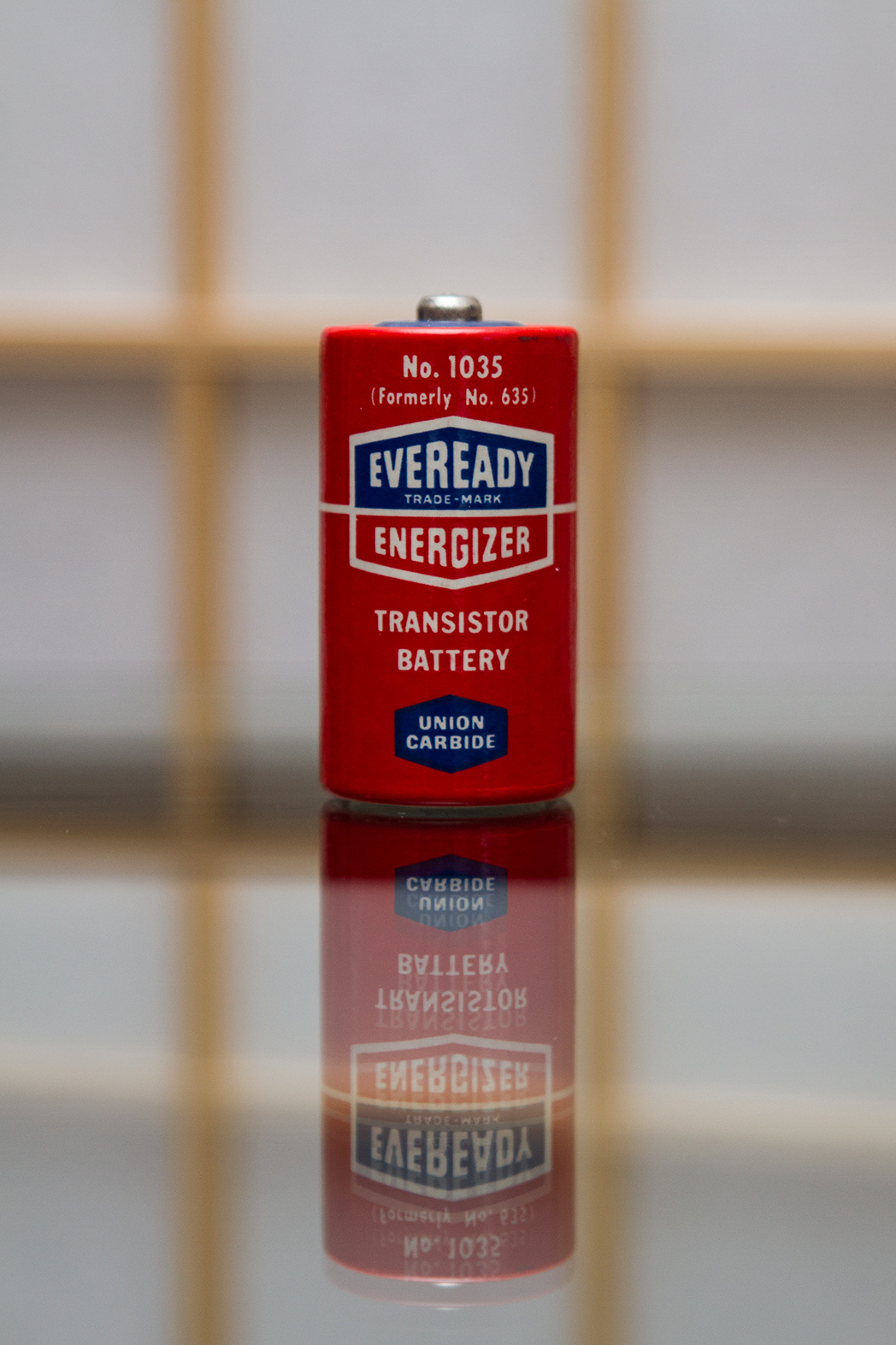
Eveready Energizer "C Battery."
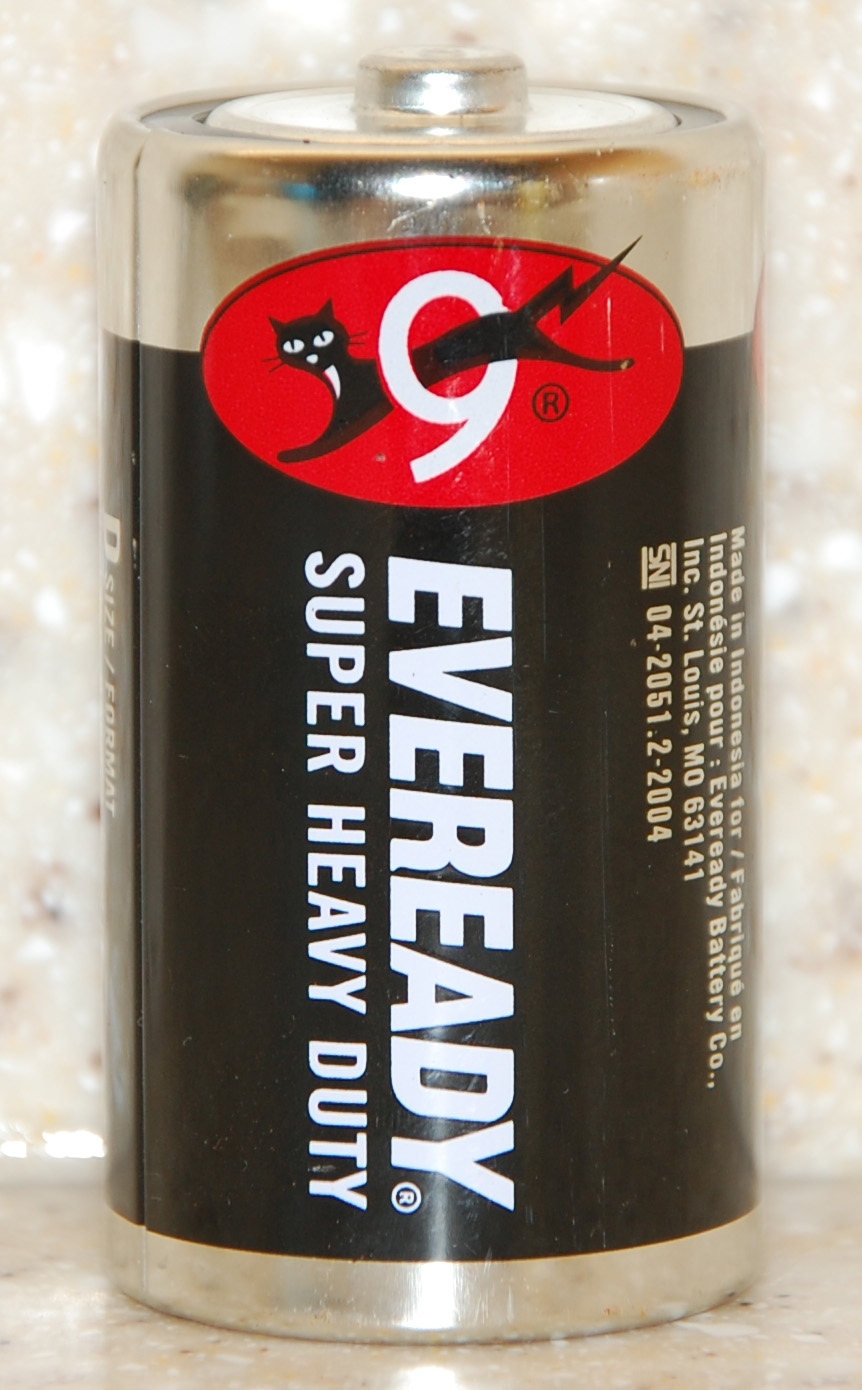
Eveready D cell with "9 lives" logo
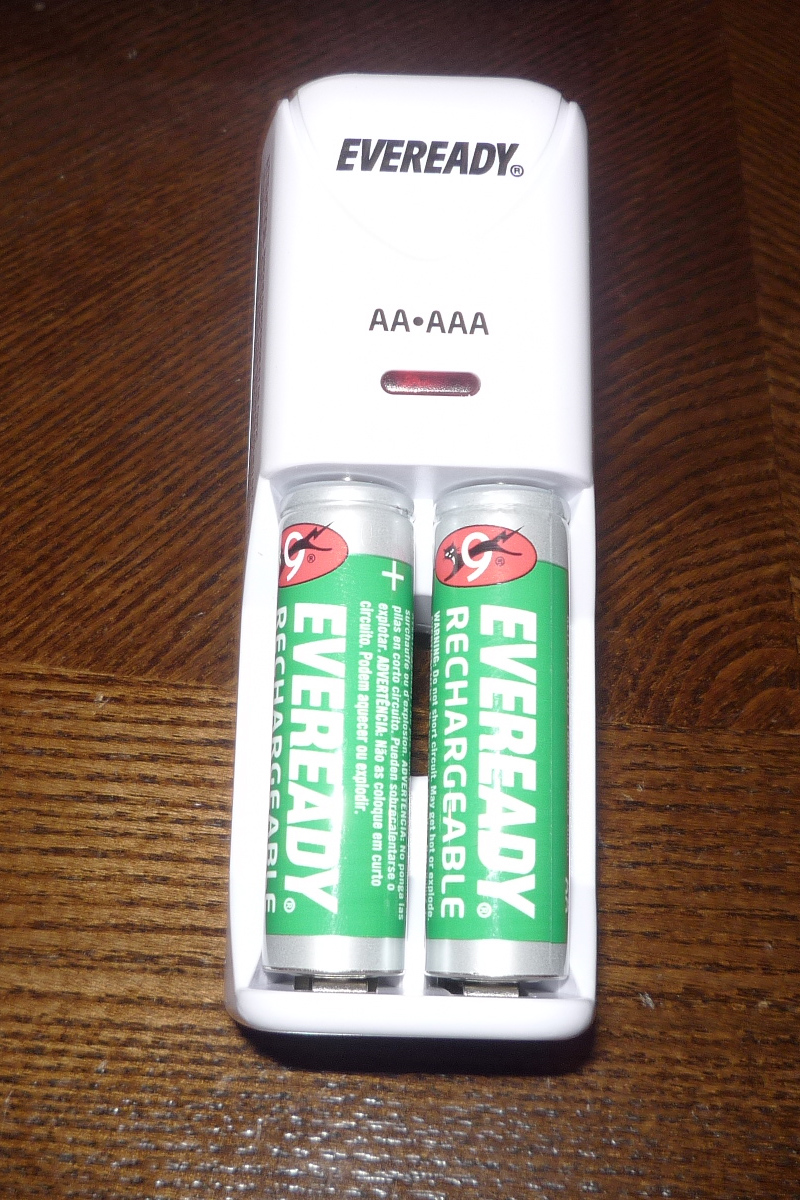
Eveready Rechargeable Battery Charger with Eveready Rechargeable Batteries
"9 Lives" logo"9 Lives" logo